# John Easton Mills
Pour les articles homonymes, voir John Mills (homonymie), Easton et Mills.
John Easton Mills (né le 14 octobre 1796 à Tolland (Massachusetts) - mort le 12 novembre 1847 à Montréal) servit brièvement à titre de maire de Montréal.

## Biographie
John Easton Mills immigre à Montréal d'abord pour pratiquer le commerce des fourrures avec son frère. Il multiplie ses succès commerciaux, notamment en fondant la Banque Mills et en devenant, plus tard, directeur de la Banque d'épargne de Montréal fondée en 1846. Mills acquiert alors une réputation d'homme d'affaires respectable. 
En mars 1846, le Conseil de ville de Montréal tomba dans une impasse sur le choix d'un nouveau maire. John Easton Mills avait dix votes, et le maire sortant James Ferrier en avait neuf, mais Ferrier vota pour lui-même deux fois, toujours en accord avec les règles en place. La paralysie municipale se poursuivit jusqu'au mois de décembre 1846, lorsque John Easton Mills fut élu majoritairement.
En 1847, il y eut une grande épidémie de typhus à Montréal parmi les immigrants irlandais. John Easton Mills légiféra dans le but d'amoindrir l'épidémie et se porta volontaire pour soigner les malades, moment où il fut pris de la maladie lui-même et mourut après moins d'une année dans ses fonctions.